# Uvaria vietnamensis
Uvaria vietnamensis är en kirimojaväxtart som beskrevs av C. Meade. Uvaria vietnamensis ingår i släktet Uvaria och familjen kirimojaväxter. Inga underarter finns listade i Catalogue of Life.